# Sparkasse Rotenburg Osterholz
Die Sparkasse Rotenburg Osterholz entstand aus dem Zusammenschluss der früheren Kreissparkasse Osterholz mit der Sparkasse Rotenburg-Bremervörde in den Landkreisen Osterholz und Rotenburg am 1. Januar 2018. Ihr Geschäftsgebiet befindet sich im Elbe-Weser-Dreieck im Nordosten Niedersachsens.

## Organisationsstruktur
Die Sparkasse Rotenburg Osterholz ist eine Anstalt des öffentlichen Rechts. Rechtsgrundlagen sind das Sparkassengesetz für das Bundesland Niedersachsen und die durch den Verwaltungsrat der Sparkasse erlassene Satzung. Organe der Sparkasse sind der Vorstand und der Verwaltungsrat. Der Sitz des Instituts befindet sich in Zeven. Das Geschäftsgebiet umfasst den Landkreis Osterholz und den größten Teil des Landkreises Rotenburg außer dem südöstlichen Teil, in dem die Sparkasse Scheeßel ansässig ist.
Träger der Sparkasse sind die Landkreise Osterholz zu 41 % und Rotenburg (Wümme) zu 59 %.

## Geschäftszahlen
Die Sparkasse Rotenburg Osterholz wies im Geschäftsjahr 2024 eine Bilanzsumme von 4,064 Mrd. Euro aus und verfügte über Kundeneinlagen von 3,018 Mrd. Euro. Gemäß der Sparkassenrangliste 2024 liegt sie nach Bilanzsumme auf Rang 130. Sie unterhält 40 Filialen/Selbstbedienungsstandorte und beschäftigt 654 Mitarbeiter.